# Rudolf Degermark
Rudolf Reinhold Degermark, né le 19 juillet 1886 à Piteå, mort le 21 mai 1960 à Stockholm, est un gymnaste et homme d'affaires suédois. En 1908, il fait partie de la délégation suédoise qui remporte la médaille d'or au concours par équipe aux Jeux olympiques de Londres. D'origine modeste, il fait fortune après avoir créé en 1918 une entreprise de vente en gros. 
Il est le grand-père de l'actrice Pia Degermark.

## Sources
- (sv) Degermark, Rudolf Reinhold. Vem är vem ? Stockholmsdelen 1945.
- (sv) Jan Lundquist. Pia Degermark känd som kungens första flickvän. Piteå-Tidningen. 23 décembre 2009.